# Вулиця Ломізова (Маріуполь)
Вулиця Ломі́зова — невелика вулиця в Лівобережному районі Маріуполя.

## Вулиця, що потрапила у радянський кінематограф
Вулиця Ломізова, розташована в Лівобережному районі, не має привабливого вигляду.
Але в історію радянського (і світового) кінематографа потрапила саме вона . Бо режисер шукав не кінематографічно привабливу вулицю, а типову радянську, з серійної і сірою забудовою, де точиться мляве, сіре життя, де роки життя витрачались на дрібниці, бідняцький побут, постійне і важке життєзабезпечення в радянській провінції, де слово і діло, ідея і реальність давно і далеко розійшлись одне від одного.
Типова радянська архітектура, типова радянська родина, майже типові стосунки стають породженням нерозв'язаних проблем і справжніх трагедій на тихій вулиці в провінційному місті. Родину головної героїні стрічки Віри важко рахувати добропорядною через примітивність стосунків і пияцтво батька, водія вантажівки. Чергова лайка в родині закінчилася трагічно — батько вдарив Сергія (парубка доньки) ножем. Той потрапляє у лікарню. У цей час в родині гарячкувате вирішення чергової проблеми: приховати правду скоєного від карних органів, бо засудять батька. Тим часом Сергій відмовляється від думки про шлюб із Вірою.
Руйнація стосунків із Сергієм, сварки в родині ставлять Віру перед важкими проблемами. Розв'язати їх вона не навчена і не може через малий власний досвід. Їй ні до кого звернутись. Тому Віра робить спробу самогубства, прийнявши надмірну дозу ліків. Її випадково рятують брат Віктор, що прибіг до батьків перед черговою втечею у Москву, та Сергій. Скоро вони дізнаються, що батько Віри і Віктора помер від серцевого нападу.
Кінорежисер Василь Пічул витратив чотири роки життя на створення сценарію кінострічки «Маленька Віра» Натурні зйомки фільму, що отримав право на реалізацію, і відбулись в стандартній квартирці на вулиці Ломізова, № 15 у місті Маріуполь .
- Фільм «Маленька Віра» був серед найбільш касових кінострічок СРСР. Його передивилося 54.900.000 глядачів.
- Кількість відгуків на кінострічку була такою значною, що автори фільму їх збирали, аналізували і найцікавіші оприлюднили у виданні з тою ж назвою — «Маленька Віра».

## Перетин з іншими вулицями
- Морський бульвар
- Вулиця Азовстальська
- Проспект Перемоги